# Goodyera kwangtungensis
Goodyera kwangtungensis är en orkidéart som beskrevs av C.L.Tso. Goodyera kwangtungensis ingår i släktet knärötter, och familjen orkidéer. Inga underarter finns listade i Catalogue of Life.